# Осцилляции нейтральных B-мезонов

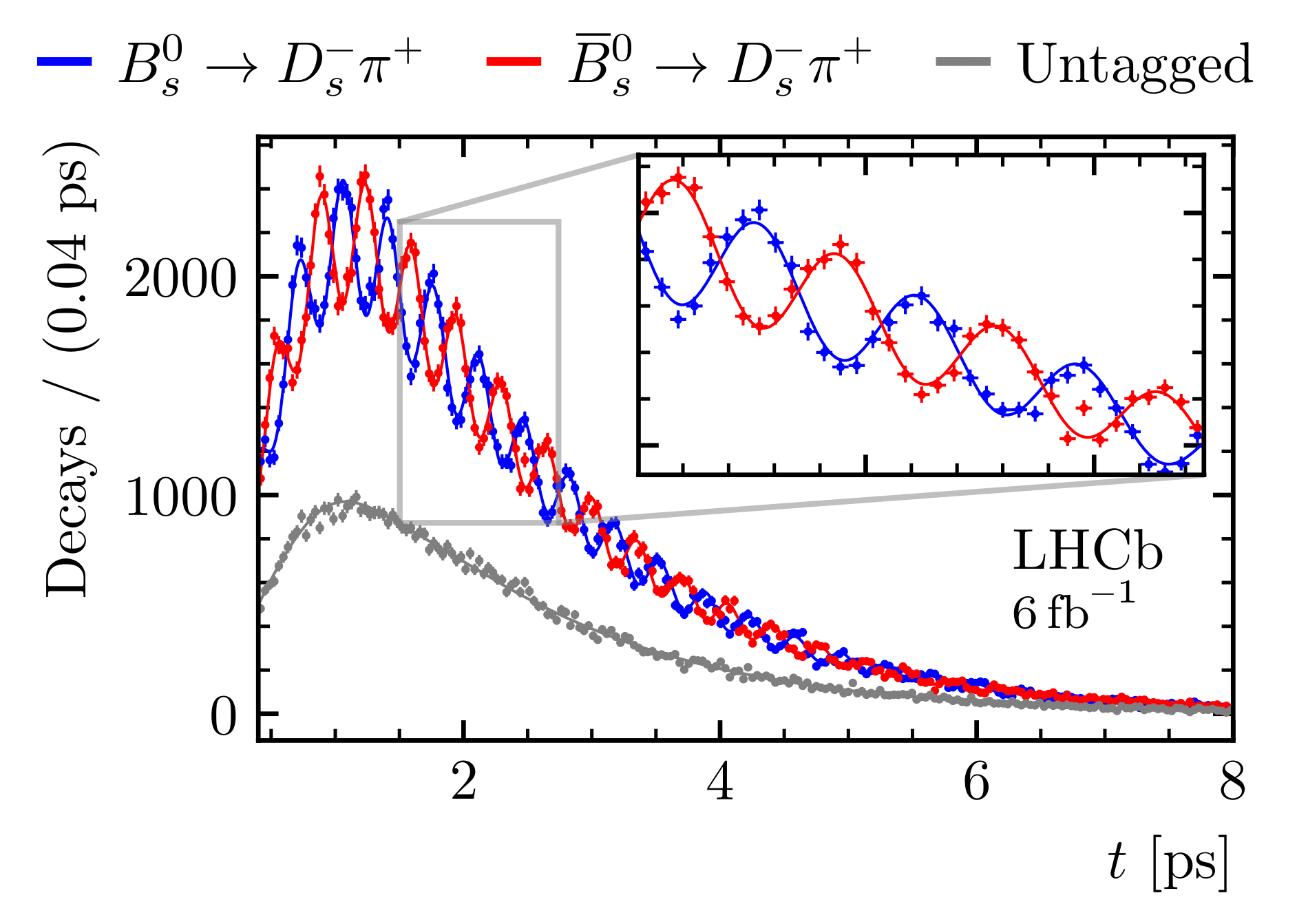
Осцилляции -мезонов детектируются на LHCb по их распадам на или, характерным соответственно для и

Осцилля́ции нейтра́льных B-мезо́нов (или B-B-осцилля́ции) — одно из проявлений осцилляций нейтральных частиц, фундаментальное предсказание Стандартной Модели физики элементарных частиц. Это периодические превращения (так называемые осцилляции) нейтральных B-мезонов между квантовомеханическими состояниями частицы (B) и соответствующей античастицы (B), пока не произойдёт их распад. Обычный нейтральный B0
-мезон (иногда обозначается как B0d) может существовать как связанное состояние либо d-антикварка и b-кварка, либо d-кварка и b-антикварка. Странный нейтральный B-мезон (B0
s) может существовать как связанное состояние либо s-антикварка и b-кварка, либо s-кварка и b-антикварка. Осцилляции нейтральных B-мезонов аналогичны явлениям, благодаря которым возникают состояния нейтральных каонов с длинным (K0
L) и коротким (K0
S) временем жизни.
Осцилляции B
s-B
s наблюдались в экспериментах CDF (Фермилаб, 2006) и LHCb (ЦЕРН, 2011).

## Избыток вещества над антивеществом
Стандартная Модель предсказывает, что в осцилляциях нейтральные В-мезоны немного преобладают над своими античастицами, что делает странные B-мезоны особенно интересными для физиков, занимающихся элементарными частицами. Обнаружение B-B-осцилляций позволило физикам в начале 1990-х годов предложить концепцию B-фабрики, поскольку стало понятно, что тщательное исследование B-B-осцилляций позволит точно вычислить параметры треугольника унитарности CKM-матрицы и, возможно, объяснить избыток вещества над антивеществом во Вселенной. С этой целью в конце девяностых началось строительство двух B-фабрик: в Стэнфордском центре линейных ускорителей (SLAC) в Калифорнии и в KEK в Японии. Эти B-фабрики, BaBar и Belle, были настроены на диапазон энергий, соответствующий ϒ(4S)-резонансу (10 580 МэВ), который чуть выше порога распада на два B-мезона.
14 мая 2010 года физики из Национальной ускорительной лаборатории Ферми сообщили, что в осцилляциях нейтральных странных B-мезонов распад B0
s наблюдался на 1 % чаще, чем их античастиц, что может помочь объяснить преобладание вещества над антивеществом в наблюдаемой Вселенной. Однако более поздние результаты на LHCb в 2011 и 2012 годах с бо́льшей статистикой не продемонстрировали существенного отклонения от прогноза Стандартной модели относительно почти нулевой асимметрии. Эти наблюдения были подтверждены с ещё большей статистикой в 2021 году. 